# 鄢姓
鄢姓（鄢也作焉、傿），是中文姓氏之一，在明朝《百家姓续编》中排第463位。在现代是极罕见的姓氏。

## 起源
出自妘姓，是以国为氏。根据《国语》的记载，傿国（也作鄢、焉）为妘姓国，在春秋时为郑武公所灭，故地被改名为“鄢陵”，其遗民便以国名为氏。

## 郡望
- 太原郡：战国时秦庄襄王四年置。今山西五台山以南、霍山以北一带。

## 名人
- 鄢发：宋朝进士、学者。
- 鄢懋卿：明朝嘉靖年间进士，曾任左副都御史。
- 鄢高：明朝学者，曾为湖州府学教授。

## 延伸阅读
[在维基数据编辑]
 《百家姓》
 《欽定古今圖書集成·明倫彙編·氏族典·鄢姓部》，出自陈梦雷《古今圖書集成》